# Kanton L'Île-Bouchard
Kanton L'Île-Bouchard (francouzsky Canton de l'Île-Bouchard) je francouzský kanton v departementu Indre-et-Loire v regionu Centre-Val de Loire. Tvoří ho 15 obcí.

## Obce kantonu
- Anché
- Avon-les-Roches
- Brizay
- Chezelles
- Cravant-les-Côteaux
- Crissay-sur-Manse
- Crouzilles
- L'Île-Bouchard
- Panzoult
- Parçay-sur-Vienne
- Rilly-sur-Vienne
- Sazilly
- Tavant
- Theneuil
- Trogues